# المحجوب مجيريح
المحجوب مجيريح ملاكم مغربي، ولد في 1960 بمراكش، تخصص في صنف خفيف الذبابة (أقل من 49 كلغ)، ومارس في نادي حلبة الأطلس بمراكش.

## سيرته الرياضية
تعلق المحجوب مجيريح برياضة الملاكمة في سن مبكرة، ويرجع الفضل في ذلك إلى ولعه، شابا، بمشاهدة حلقات الملاكمة الاستعراضية التي كانت تقام بساحة جامع الفنا بمراكش. انضم لنادي حلبة الأطلس سنة 1976 (في سن السادسة عشرة)، وفي 1978، فاز ببطولة المغرب في وزن خفيف الذبابة، وهو اللقب الذي احتفظ به لعشر سنوات متوالية. انطلاقا من 1980، سيشارك المحجوب مجيريح، ضمن المنتخب المغربي للملاكمة، في مجموعة من المنافسات، وتبقى أهم إنجازاته الدولية، ذهبية الألعاب العربية التي أقيمت بالرباط سنة 1985، ومشاركتان في الأولمبياد سنتي 1984 و1988.

خلال أولمبياد سيول 1988، أوقعت قرعة الدور الأول مجيريح ضد الملاكم الإسرائيلي يهودا بن حاييم، وكانت المواجهة على وشك الإلغاء لأسباب ذاتية من الطرفين، لالتزام الرياضيين العرب بعدم التطبيع الرياضي مع إسرائيل ولتزامن يوم المباراة مع عيد يوم كيبور اليهودي. في النهاية، انسحب بن حاييم وتأهل مجيريح للدور الثاني.
رغم تألقه في مجال الملاكمة، إلا أن هواية الممارسة آنذاك بالمغرب، أجبرت مجيريح على امتهان عمل «طراح» (أي عامل بفرن شعبي) لضمان قوت يومه.
بعد اعتزاله، في بداية التسعينات، زاول مجيريح التدريب بناديي النجم الرياضي والكوكب المراكشي. بسبب غياب الدعم المؤسسي وشروط الممارسة المحترفة، لم يتمكن مجيريح من تحقيق حلمه في خلق ناد للملاكمة، ليعتزل المجال نهائيا لمواجهة ظروفه الاجتماعية الصعبة، حيث اشتغل كحارس في المسرح الملكي بمراكش، قاطنا في تسلطانت (ضاحية تبعد ب 16 كلم عن مركز مدينة مراكش).

## إنجازاته
- بطل المغرب ل 10 مرات متتالية في وزن خفيف الذبابة (منذ 1978).
- ميدالية ذهبية في وزن خفيف الذبابة خلال دورة الألعاب العربية 1985، بالرباط.
- مشاركة في أولمبياد لوس أنجلس 1984، حيث أقصي في الدور الأول
- مشاركة في أولمبياد سيول 1988، حيث أقصي في ربع النهاية.

## روابط خارجية
- المحجوب مجيريح على موقع اللجنة الأولمبية الدولية (الإنجليزية)
- المحجوب مجيريح على موقع أوليمبيديا (الإنجليزية)